# Christian Rother
Christian Rother, od 1847 von Rother (ur. 14 listopada 1778 w Wyszonowicach, zm. 7 listopada 1849 w Rogowie Legnickim koło Prochowic) – pruski minister stanu. Przez 28 lat był szefem handlu morskiego i pierwszym prezesem Banku Pruskiego.
Od jego nazwiska pochodzi nazwa budynku Młyny Rothera w Bydgoszczy.